# Chatino-Sprache
Chatino (Cha'cña) ist eine indigene Sprache in Mexiko bzw. mehrere nahe miteinander verwandte Sprachen, gesprochen von der Ethnie der Chatino. Es gehört zur Sprachfamilie der Otomangue-Sprachen und ist am nächsten mit dem Zapotekischen verwandt.
Die Eigenbezeichnung Cha'cña bedeutet „schwieriges Wort“.
Chatino wird laut Volkszählung von 2020 von 52.076 Menschen hauptsächlich im mexikanischen Bundesstaat Oaxaca gesprochen.
SIL International unterteilt Chatino in sechs Einzelsprachen.